# Slovenské Nové Mesto
Slovenské Nové Mesto és un poble i municipi d'Eslovàquia. Es troba a la regió de Košice, a l'est del país.

## Història
La primera referència escrita de la vila data del 1918.

## Demografia
| Godina             | 1994 | 2004    | 2014   | 2024   |
| ------------------ | ---- | ------- | ------ | ------ |
| Nombre de persones | 952  | 1052    | 1104   | 1067   |
| Diferència         |      | +10,50% | +4,94% | −3,35% |

| Godina             | 2023 | 2024   |
| ------------------ | ---- | ------ |
| Nombre de persones | 1080 | 1067   |
| Diferència         |      | −1,20% |